# Aletris tottenii
Aletris tottenii är en enhjärtbladig växtart som beskrevs av E.T.Br. Aletris tottenii ingår i släktet Aletris och familjen myrliljeväxter. Inga underarter finns listade i Catalogue of Life.